# Écurat
Écurat /ekyˈʁa/ è un comune francese di 470 abitanti situato nel dipartimento della Charente Marittima nella regione della Nuova Aquitania.

## Società

### Evoluzione demografica
Abitanti censiti